# Origanum cordifolium
Origanum cordifolium — напівчагарник з субпрямовисними, циліндричними, незапушеними, часто багряними пагонами, висотою 40—60 см. Листки супротивні, прості, цілокраї або неправильно-зубчасті, безчерешкові, яйцеподібні або серцеподібні, 1–2 × 0.8–2 см, шкірясті, голі, гострі. Квітки на пониклих колосах, зигоморфні, віночок роздвоєний, білуватий або рожевуватий, по 1–4, укритих пурпурно-зеленими великими приквітками. Цвіте червень-серпень. Плід 4 горішковий.

## Розповсюдження та середовище існування
Ендемік Кіпру, виявлений в обмеженій території Пафосського лісу в долині Рудія. Населяє вологі, тінисті кам'янисті схили, біля струмків і берегів доріг на вивержених породах на висотах 200–1100 метрів.